# Тайцы (Ленинградская область)
Та́йцы  — посёлок городского типа (с 1960) в Гатчинском муниципальном округе Ленинградской области. Бывший административный центр Таицкого городского поселения.

## История
На топографических картах конца XIX века посёлок Тайцы отсутствует. Посёлок Тайцы при станции Тайцы возник в начале XX века.

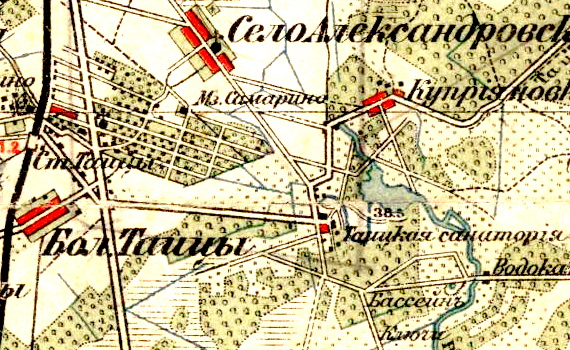
Посёлок Тайцы на карте окрестностей Санкт-Петербурга Ю. Гаша. 1909 год

В 1914 году по проекту архитекторов Н. И. Постникова и И. В. Экскузовича в посёлке Тайцы была построена каменная церковь во имя Алексия митрополита Московского на 700 прихожан.
Согласно данным переписи населения СССР 1926 года в посёлке Тайцы Таицкого сельсовета Староскворицкой волости Троцкого уезда проживали 704 человека.
С 1917 по 1927 год посёлок Тайцы являлся административным центром Староскворицской волости Детскосельского, а с 1922 года Гатчинского уезда, территория которой затем вошла в состав Красносельской волости.
В 1928—1929 году посёлок Тайцы стал одним из центров иосифлянства. В посёлке жил архиепископ Гдовский Димитрий (Любимов). Из иосифлянского духовенства в 1928—1929 гг. в Тайцах часто бывали и служили в церкви святого Алексия, митрополита Московского: епископ Нарвский Сергий (Дружинин), профессор Василий Верюжский, епископ Григорий (Лебедев). Участником иосифлянского движения был настоятель Таицкой церкви святого Алексия П. И. Белавский.
1 июля 1930 года посёлок Тайцы был преобразован в дачный посёлок.
Согласно топографической карте 1931 года посёлок насчитывал 311 дворов, в бывшей усадьбе находились больница имени Семашко и животноводческий совхоз Тайцы.
По данным 1933 года в состав Таицкого сельсовета Красногвардейского района входили 17 населённых пунктов: деревни Александровка, Голодуха, Голодаевка, Гяргино, Большая Ивановка, Малая Ивановка, Большая Истинка, Малая Истинка, Куприяновка, Нижнево, Старицы, Большие Тайцы, Таянинского, Тифинка; посёлок Тайцы; выселки Малые Тайцы, Ушаковка, общей численностью населения 5874 человека. Административным центром сельсовета являлся выселок Ушаковка.
По административным данным на 1 января 1935 года в дачном посёлке Тайцы Красногвардейского района проживали 5127 человек.
По данным 1936 года в состав Таицкого сельсовета входили 11 населённых пунктов, 421 хозяйство и 9 колхозов. Центром сельсовета был посёлок Тайцы.
Бои в Тайцах начались 10 сентября 1941 года, когда передовые отряды противника подошли вплотную к посёлку со стороны Красного Села. К исходу 11 сентября посёлок Тайцы был взят немцами. Посёлок был освобождён от немецко-фашистских захватчиков 22 января 1944 года.
В 1958 году население посёлка составляло 4935 человек.
1 июля 1960 года дачный посёлок Тайцы был преобразован в рабочий посёлок.
По данным 1966 года рабочий посёлок Тайцы являлся административным центром Большетаицкого сельсовета.
В советское время в усадьбе располагался дом отдыха, затем — реабилитационный центр областной больницы (санаторий им. Свердлова). Сейчас здание перешло к Парковому агентству и находится на реставрации.

## География
Посёлок расположен в северной части Гатчинского района на автодороге 41К-010 (Красное Село — Гатчина — Павловск) в месте примыкания к ней автодорог 41К-490 (подъезд к больнице имени Свердлова), 41К-500 (Спецподъезд № 1), 41К-515 (подъезд к дер. Александровка) и 41К-637 (подъезд к дер. Ретселя).
Расстояние до районного центра, города Гатчина — 9 км.

## Демография
| 1935  | 1958  | 1959  | 1970  | 1979  | 1989  | 1997  |
| ----- | ----- | ----- | ----- | ----- | ----- | ----- |
| 5127  | ↘4935 | ↗6446 | ↘5079 | ↘3999 | ↘2929 | ↘2400 |
| 2002  | 2006  | 2009  | 2010  | 2012  | 2013  | 2014  |
| ↗2644 | ↘2600 | ↗2620 | ↗2853 | ↗3017 | ↗3143 | ↗3255 |
| 2015  | 2016  | 2017  | 2018  | 2019  | 2020  | 2021  |
| ↗3375 | ↘3304 | ↘3283 | ↘3121 | ↘3035 | ↘2899 | ↗4790 |
| 2023  | 2024  | 2025  |       |       |       |       |
| ↗4960 | ↗5093 | ↗5207 |       |       |       |       |

### Национальный состав
Согласно данным Всероссийской переписи населения 2021 года в посёлке проживали 4790 человек, из них:
русские — 4459, таджики — 50, узбеки — 14, армяне — 9, финны — 9, татары — 8, украинцы — 8, цыгане — 6, саамы — 4, казахи — 3, немцы — 3, азербайджанцы — 2, белорусы — 2, грузины — 2, евреи — 2, корейцы — 2, вепсы — 1, мордва — 1, румыны — 1, другие национальности — 21 человек, остальные национальность не указали.

## Достопримечательности
- Ансамбль усадьбы А. Г. Демидова:
  - Дворец (1774—1778, архитектор Иван Старов), памятник под угрозой разрушения
  - Ландшафтный парк[36] (110 га) с «Готическими воротами» (конец XVIII века) и водопадом.

- Церковь святителя Алексия, митрополита Московского (1915, архитектор Иван Экскузович) в стиле модерн. В пределах церковной ограды находится братская могила советских солдат, погибших в годы Великой Отечественной войны.

## Садоводства
Азимут, Гидропроект, Лесное, Мостовик, Нива, Обуховец, Огонёк, Ольха, Радуга, Скороход-3, Тайга, Тайцы, Тритон.